# John Parsons
John Parsons   (c. 1575 - 1623) va ser un organista i compositor anglès de música eclesial.
Es creu que era fill del compositor Robert Parsons. Des de 1621 va ser organista a l'Abadia de Westminster a Londres. El 1616, per recomanació del degà de Westminster, va ser elegit un dels empleats de la parròquia i organista de l'església de Santa Margaret a Westminster. El 7 de desembre de 1621 va ser nomenat organista i mestre dels coristes a l'Abadia de Westminster. Va rebre 16 lliures esterlines anuals i 36 lliures esterlines de 41 lliures esterlines pel càrrec de corista. Parsons va morir el juliol de 1623 i va ser enterrat el 3 d'agost als claustres de l'abadia. Va sobreviure a la seva dona Jane, amb la qual es va casar el 1600, amb la que havia tingut tres fills, William, Dorothy i Thomasine.

Les següents línies de William Camden fan referència a John Parsons:
| « | La mort, passant i sentint tocar Parsons, es va quedar molt sorprèsa per la seva profunditat, i va dir: 'Aquest artista ha de ser amb mi' (perquè la mort ens fa perdre el millor encara), però deixeu-ho, mentre guarda el temps, cantar, Per Parsons descansa, fa el seu servei. | » |

## Composicions
Va compondre una escena de quatre parts pel servei d'enterrament. Va ser publicada per Edward Lowe, A Review of Some Short Directions (1664), i es va presentar al funeral de Carles II. També va escriure himnes incloent "L'home que neix" i "Totes les persones aplaudeixen amb les mans".